# 莫敏的房間
《莫敏的房間》，（韓語：모민의, 방），定於2016年11月1日透過OCN和Naver TVcast首播。劇情內容講述描述了年輕人的愛情、友情、親情的故事。

### 主要人物
| 演員                    | 角色 | 介紹                       |
| 李起光 （幼時：李俊英） | 莞易 | 從小時就是莫敏的青梅竹馬。 |
| 張姬領 （幼時：古達英） | 莫敏 | 從濟州島來首爾打拼的女孩。 |

### 其他人物
| 演員   | 角色 | 介紹                     |
| 白成鉉 | 賢宇 | 莫敏的情侶朋友的男朋友。 |
| 崔智憲 | 善雨 | 莫敏的情侶朋友的女朋友。 |
| 李玹珠 | 莫多 | 莫敏的妹妹。             |
| 尹正一 | 海燦 |                          |
| 李宣珠 | 橋秀 |                          |

### 分集主題
| 集數 | 播出時間   | 標題                          |
| 1    | 2016/11/01 | 嘿,抓住了頭髮！ （완이, 머리채 잡히다!）          |
| 2    | 2016/11/03 | 我的嘴脣，像咖啡一樣溫暖 （내 입술, 따뜻한 커피처럼） |
| 3    | 2016/11/08 | 劃清界限的理由 （선을 긋는 이유）           |
| 4    | 2016/11/10 | 她緩步而行 （여자는 천천히 걷는다）               |
| 5    | 2016/11/15 | 我的房間，裡面的你 （나의 방, 그 안의 너）       |
| 6    | 2016/11/17 | 你好，我的老友 （안녕, 내 오랜 사람）           |
| 7    | 2016/11/22 | 一個明確的時間…我的房間 （선명해지는 시간...우리의 방）  |

## 腳註
1. ↑  .   [2017-08-16]. （原始内容存档于2017-02-12）.
2. ↑  .   [2017-08-16]. （原始内容存档于2016-11-01）.
3. ↑  이기광·장희령·백성현, OCN '모민의 방' 주인공
4. ↑  '慕敏的房'李起光-張熙玲-April玹珠..上升之星的青年&著作權
5. ↑  161101~23 OCN 網路劇《慕敏的房間》EP 1~7 (起光)

- 分集主題的翻譯，使用Naver翻譯網頁 （页面存档备份，存于）來翻譯。

## 外部連結
- Youtube官方網站 （页面存档备份，存于）（英文）
- OCN官方網站 （页面存档备份，存于）